# Охаба-Понор
Охаба-Понор (рум. Ohaba-Ponor) — село у повіті Хунедоара в Румунії. Входить до складу комуни Пуй.
Село розташоване на відстані 262 км на північний захід від Бухареста, 42 км на південний схід від Деви, 143 км на південь від Клуж-Напоки, 143 км на північ від Крайови.

## Населення
За даними перепису населення 2002 року у селі проживали 297 осіб, усі — румуни. Усі жителі села рідною мовою назвали румунську.